# Un episodio del San Michele
Un episodio del San Michele è un'opera in due atti di Cesare Pugni, su libretto di Felice Romani. La prima rappresentazione ebbe luogo al Teatro alla Canobbiana (Teatro Lirico) di Milano nella primavera del 1834.

## Interpreti della prima rappresentazione
| Personaggio             | Vocalità    | Interprete       |
| ----------------------- | ----------- | ---------------- |
| Gian Antonio Bruciacore | basso buffo | Vincenzo Galli   |
| Adolfo                  | tenore      | Giuseppe Binaghi |
| Biscroma                | basso       | Ignazio Marini   |
| Macario                 | basso buffo | Giuseppe Scheggi |
| Placido                 | basso       | Domenico Spiaggi |
| Madama Ortica           | soprano     | Teresa Ruggeri   |
| Fiorina Tregalanti      | soprano     | Lina Roser-Balfe |
| Un procuratore          | tenore      | Raineri Pochini  |

## Trama
L'intreccio ha luogo nella Milano dei primi dell'800. Il vecchio Gian Antonio Bruciacore, detto il Pigna, è un usuraio fittaiuolo, sempre in lite con i suoi inquilini, fra i quali lo spiantato e impertinente poeta Macario, il rigattiere Placido e la vedova Madama Ortica. Ce ne è una, però, con la quale il vecchio usa maniere più cortesi: trattasi della sarta Fiorina, che si vocifera essere l'amante del Pigna. Ma la situazione si complica rapidamente quando Adolfo, nipote pittore del Pigna (anche se i due non si riconoscono, dato che non si sono mai visti), mostra allo zio un ritratto della sua bella come pegno per un prestito, ritratto che raffigura proprio Fiorina. Furibondo, il vecchio allora minaccia la fanciulla di sfrattarla, ma per punirlo della sua avarizia, la sartina mette in piedi una farsa, sostenendo che il ritratto succitato le è stato sottratto dal gelosissimo fratello sergente, che, a suo dire, odierebbe mortalmente il vecchio Pigna. Dunque, con la complicità del maestro di musica Biscroma e di Macario, prima rinchiude l'usuraio nel proprio gabinetto, poi inscena l'apparizione del terribile Marco Eusebio Tregalanti, alché il vecchio, terrorizzato, acconsente alle nozze di Adolfo e Fiorina. Quando la burla verrà rivelata, alla fine, il Pigna perdonerà la burla, e si recherà con gli altri personaggi a cenare in osteria.

## Struttura musicale
- Sinfonia

### Atto I
- N. 1 - Introduzione Piano, piano. / Olà, badate! (Coro, Pigna, Placido, Macario, Ortica)
- N. 2 - Terzetto Parlate: io già m'immagino (Pigna, Adolfo, Biscroma)
- N. 3 - Coro e Cavatina Si cambia, o no, di casa? - Sian pure vecchie o giovani (Fiorina, Coro)
- N. 4 - Terzetto Qua con me... parlate chiaro (Fiorina, Biscroma, Adolfo)
- N. 5 - Finale I Io non rido. E che? Un galante (Pigna, Fiorina, Adolfo, Biscroma, Placido, Ortica, Macario, Procuratore, Coro)

### Atto II
- N. 6 - Introduzione Con tutto il vostro comodo (Ortica, Macario, Placido, Fiorina, Coro, Adolfo, Biscroma)
- N. 7 - Terzetto Egli un dì sarà un riccone (Fiorina, Macario, Biscroma)
- N. 8 - Settimino Chi sei tu? Da dove uscito? (Biscroma, Pigna, Fiorina, Macario, Placido, Ortica, Adolfo, Coro)
- N. 9 - Finale II Finita è la commedia (Biscroma, Pigna, Fiorina, Adolfo, Macario, Ortica, Placido, Coro)